# Studiengesellschaft für unterirdische Verkehrsanlagen
Die Studiengesellschaft für unterirdische Verkehrsanlagen (kurz: STUVA) e. V. ist eine 1960 gegründete Forschungsinstitution mit rund 230 Mitgliedern. Zu den Arbeitsbereichen zählen Grundlagenforschung und Spezialuntersuchungen, schwerpunktmäßig auf den Gebieten des unterirdischen Bauens sowie des Bahn- und Straßenverkehrs. Der Sitz der Gesellschaft befindet sich in Köln.

## Arbeiten der Gesellschaft
Die STUVA ist eine gemeinnützige Forschungsgesellschaft, die sich mit Grundlagen- und Objektuntersuchungen auf folgenden Gebieten des innerstädtischen Verkehrs und des unterirdischen Bauens befasst:
- Spezialfragen des städtischen Verkehrs (Bahn-, Straßen- und Fußgängerverkehr) in Tunneln, ebenerdig und in Hochlage
- Tunnel- und Tiefbautechnik, Belastungsversuche an Tunnelauskleidungen, Tunnelvortriebsmethoden, Spritzbetontechnologie, Korrosionsschutz
- Abdichtung im Tunnel-, Brücken- und Ingenieurbau: Flächenabdichtungen mit Bitumen- bzw. Kunststoffdichtungsbahnen; wasserundurchlässiger Beton / Fugenabdichtungen mit Fugen- und Quellbändern sowie Injektionsschläuchen
- Schutz der Umwelt gegen Schall, Erschütterungen und Abgase, verursacht durch Bahn- und Kfz-Verkehr; Abluftreinigungsanlagen
- Sicherheitsfragen beim Bau und Betrieb von Tunnelanlagen, insbesondere Unfallschutz, Brandschutz, Betriebs- und Lüftungskonzepte
- Arbeitsschutz beim Bau von Tunneln zur Reduzierung von Lärm, Dieselabgasen und Staub
- Fahrbahnbeläge und Fahrbahnfugen aus Asphalt auf Brücken, in Tunneln und Trögen
- Ver- und Entsorgung (Kleinvortriebe), begehbare Versorgungskanäle

Zu speziellen Einzelthemen auf diesen Gebieten werden Forschungsarbeiten im Rahmen von EU-Projekten bzw. Aufträgen für Bund, Länder, Gemeinden, forschungsfördernde Stellen und Institutionen der Wirtschaft durchgeführt.
Am Hauptsitz in Köln gibt es eine Versuchsanlage zur Erprobung von Tübbings sowie eine Laufanlage zum Testen von Fahrbahnbelägen.
Im zweijährlichen Turnus werden Fachtagungen an wechselnden Orten abgehalten.

## Veröffentlichungen
Offizielles Organ der STUVA ist die Zeitschrift „Tunnel“, die zweisprachig (deutsch und englisch) sechsmal pro Jahr mit einer Auflage von 4500 Exemplaren erscheint. Des Weiteren wird die Arbeit der Organisation durch die Buchreihe „Forschung+ Praxis, U-Verkehr und unterirdisches Bauen“ und durch Forschungsberichte der STUVA selbst oder durch Forschungsberichte anderer Institute veröffentlicht.